# Noordschote
Noordschote is een landelijk dorpje in de Belgische provincie West-Vlaanderen en een deelgemeente van Lo-Reninge, het was een zelfstandige gemeente tot aan de gemeentelijke herindeling van 1971 toen het fuseerde met Reninge waarna beide in 1977 deelgemeenten werden van de nieuwe gemeente Lo-Reninge.

## Geografie
De Ieperlee loopt door Noordschote en vormt op sommige plaatsen de grens. De Kemmelbeek scheidt Noordschote van Reninge in het westen. Ten zuiden van Noordschote ligt het kleine dorpje Zuidschote, dat echter een deelgemeente van Ieper is.

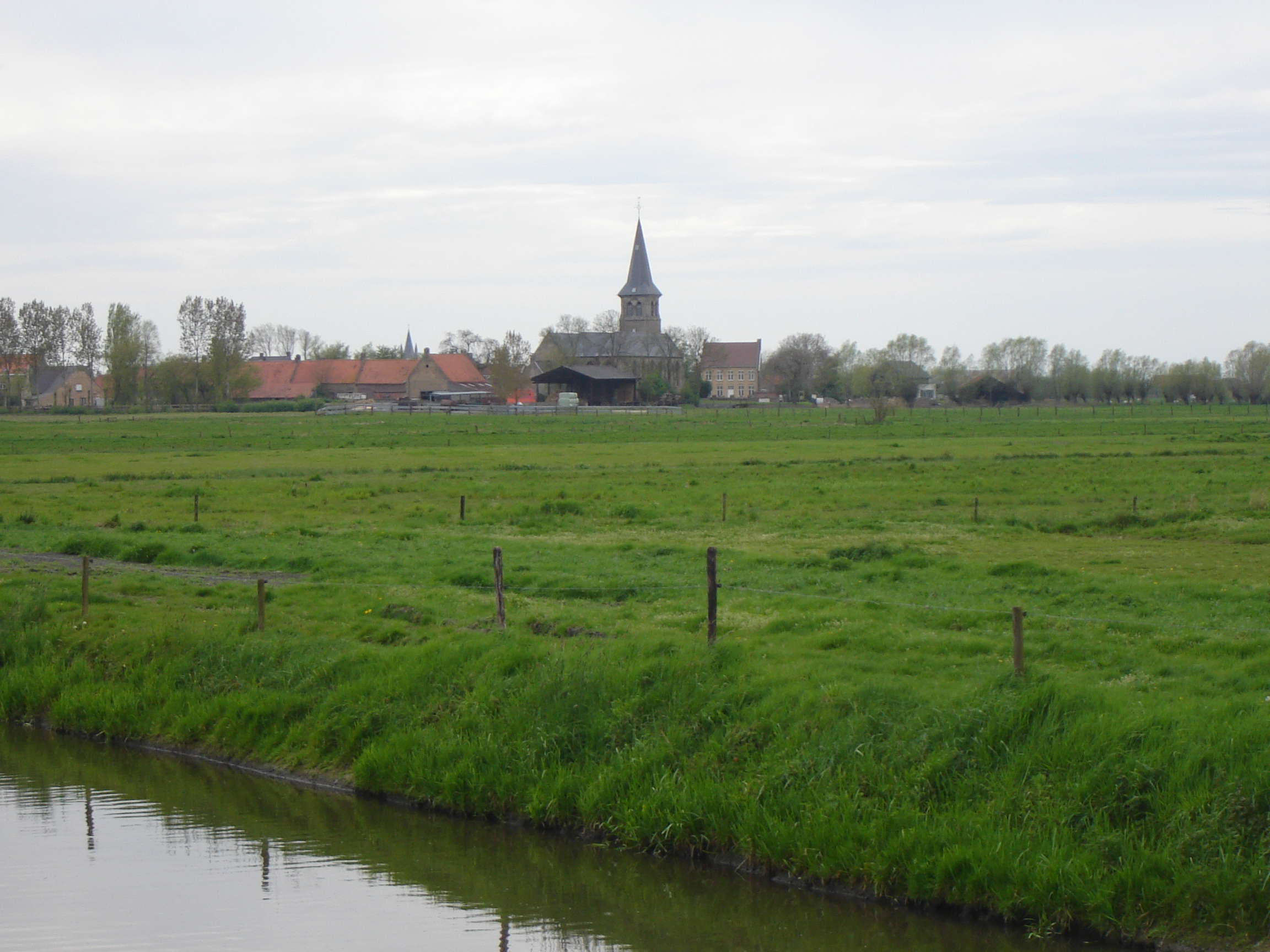
Zicht op Noordschote

## Geschiedenis
Het woord schot betekent een uitspringend hoger gelegen land, ingeklemd tussen lager gelegen moerassen. Voor het eerst werd het vermeld in 1146, als Villa de Scotis. De Abdij van Mesen had rechten in dit gebied. Omstreeks 1498 werd een gotische kerk gebouwd, welke in 1579 door calvinisten uit Ieper werd geplunderd. Van 1668-1713 behoorde ook Noordschote tot Frankrijk. In 1900 kwam er riolering, in 1901 werd de weg naar Zuidschote verhard, en in 1902 werd Noordschote per buurtspoorweg bereikbaar.
Tijdens de Eerste Wereldoorlog was de brug bij Drie Grachten over de Ieperlee van grote betekenis. Deze werd verdedigd door Belgische troepen en een regiment Franse Zoeaven. Een van deze Zoeaven, gevangen genomen, werd door de Duitsers als menselijk schild gebruikt, waarop hij tegen de Fransen riep dat ze niettemin moesten schieten. Deze onbekende Zoeaaf werd later herdacht met een gedenkplaat.
In 1915 werd de Drie Grachtenbrug toch door de Duitsers veroverd, maar dezen konden niet meer oprukken, en in 1917 werd de brug heroverd door de geallieerden. Ondertussen werd het hele dorp verwoest. In de jaren '20 van de 20e eeuw werd de herbouw van het dorp ter hand genomen, zo verrees de herbouwde kerk in 1923.
In 1936 werd een kleine elektriciteitscentrale aan de Ieperlee gebouwd, uitgebaat door de Belgische Maatschappy voor Electrische Uitbatingen en tegenwoordig in bezit van Electrabel.

## Demografische ontwikkeling
- Bronnen:NIS, Opm:1831 tot en met 1961=volkstellingen

## Politiek
Noordschote had een eigen gemeentebestuur en burgemeester tot de fusie van 1977. Burgemeesters waren:
- Remi Butaeye
- René Louwaege
- Theophile Soenen
- Camille Allemeersch
- Theophile Soenen
- Omer Soenen
- Camille Allemeersch

## Geboren te Noordschote
- Placide Bernardus Haghebaert, O.P. (1849-1905), dominicaan, vertaler en letterkundige

## Bezienswaardigheden
- De parochie en de kerk zijn genoemd naar Sint-Barnabas. De Sint-Barnabaskerk is een driebeukige kerk uit 1923. Ze werd toen heropgebouwd volgens het model van de vroegere gotische kerk uit 1498. De kerk werd gerestaureerd in 2007.

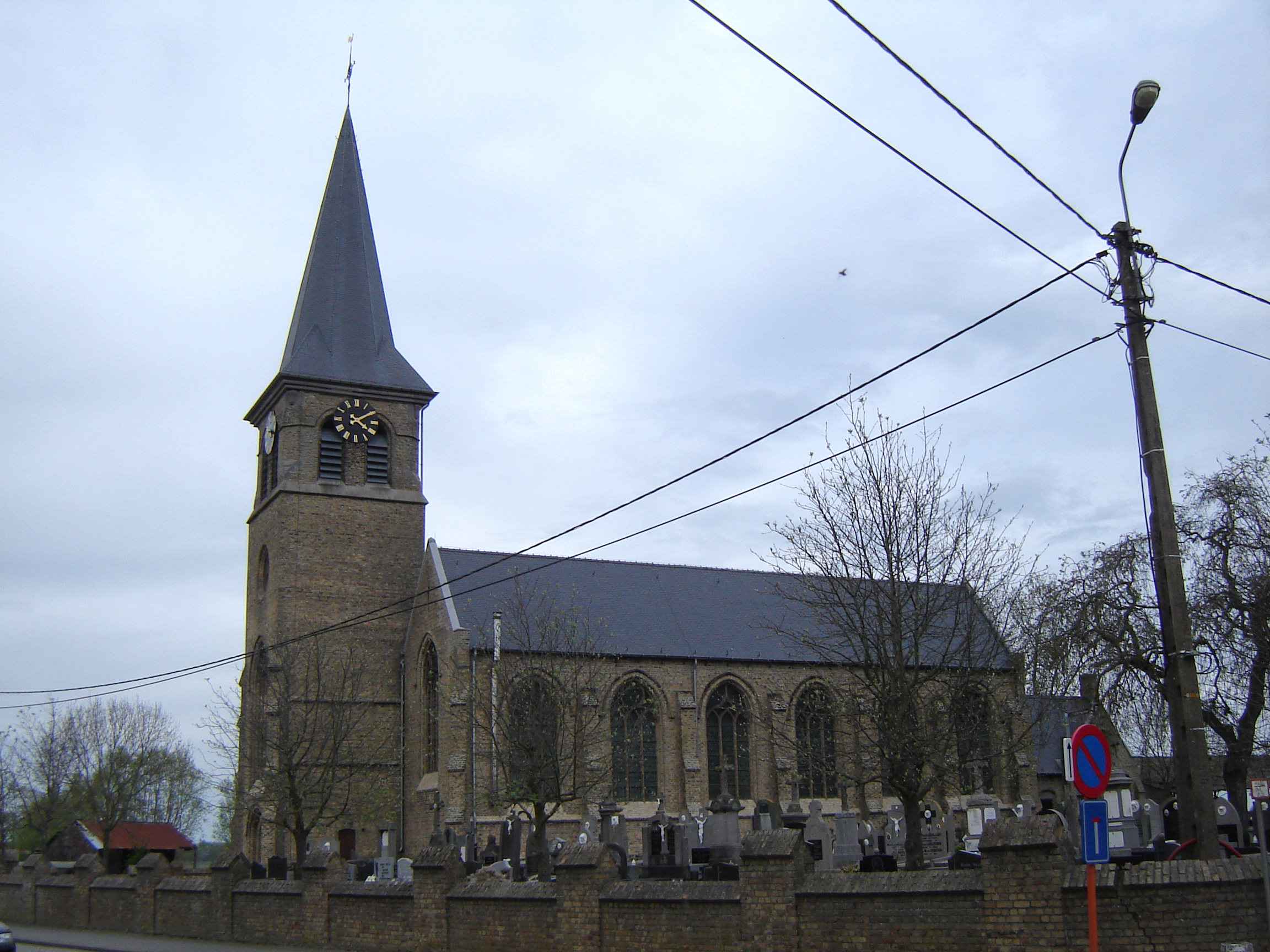
Sint-Barnabaskerk

## Natuur en landschap
Noordschote ligt nabij de IJzer op een hoogte van ongeveer 5 meter. In het westen ligt de Kemmelbeek en in het oosten de Ieperlee met parallel daaraan de Oude Ieperlee, welke bij Drie Grachten, evenals de Steenbeek, in de Ieperlee uitmondt.

## Nabijgelegen kernen
Reninge, Zuidschote, Merkem